# Synagoga w Białej Podlaskiej (ul. Pocztowa)
Synagoga w Białej Podlaskiej – drewniana bożnica zbudowana w pierwszej połowie XIX wieku, przy ulicy Pocztowej 7. Prawdopodobnie należał on do społeczności chasydzkiej. Po II wojnie światowej znajdował się tutaj zakład energetyczny, jednak w 2004 roku budynek odzyskała Żydowska Gmina Wyznaniowa. Budynek nie istnieje, został rozebrany. 